# Sarah Burke
Sarah Jean Burke (ur. 3 września 1982 w Barrie w stanie Ontario, zm. 19 stycznia 2012 w Salt Lake City) – kanadyjska narciarka, specjalistka narciarstwa dowolnego. Jej największym sukcesem był złoty medal w half-pipe'ie wywalczony na mistrzostwach świata w Ruka. Nie startowała na igrzyskach olimpijskich. Najlepsze wyniki w Pucharze Świata osiągnęła w sezonie 2007/2008, kiedy to zajęła czwarte miejsce w klasyfikacji generalnej. W sezonach 2007/2008 i 2010/2011 wywalczyła małą kryształową kulę w halfpipe'ie.
We wrześniu 2010 roku w Pemberton, Sarah Burke poślubiła Rory'ego Bushfileda.
Zmarła w następstwie urazów głowy doznanych podczas upadku na treningu w Park City.

## Osiągnięcia

### Mistrzostwa świata
| Miejsce | Dzień    | Rok  | Miejscowość | Konkurencja | Zwycięzca           |
| ------- | -------- | ---- | ----------- | ----------- | ------------------- |
| 1.      | 17 marca | 2005 | Ruka        | Halfpipe    | -                   |
| 4.      | 5 lutego | 2011 | Deer Valley | Halfpipe    | Rosalind Groenewoud |

### Puchar Świata

#### Miejsca w klasyfikacji generalnej
- sezon 2005/2006: 40.
- sezon 2007/2008: 4.
- sezon 2010/2011: 15.
- sezon 2011/2012: 90.

#### Miejsca na podium w zawodach
1. Apex – 17 marca 2006 (halfpipe) – 1. miejsce
2. Les Contamines – 13 stycznia 2008 (halfpipe) – 1. miejsce
3. Inawashiro – 15 lutego 2008 (halfpipe) – 1. miejsce
4. Valmalenco – 12 marca 2008 (Halfpipe) – 2. miejsce
5. La Plagne – 20 marca 2011 (halfpipe) – 1. miejsce